# Hannekenbruch

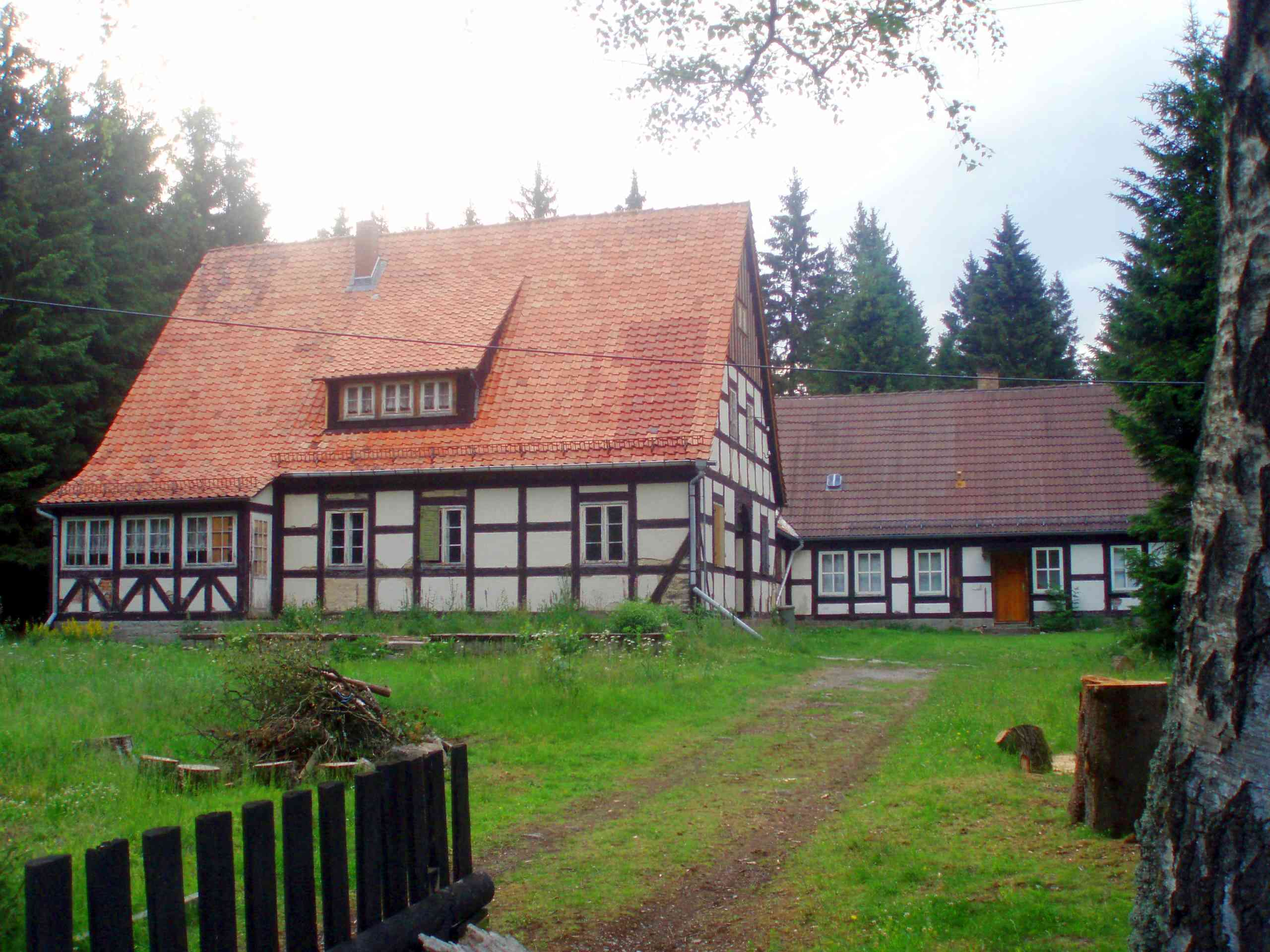
Das 1937 errichtete Forsthaus Hannekenbruch

Hannekenbruch, auch Hanneckenbruch, ist ein Waldgebiet zwischen Wernigerode und Ilsenburg im Harz. Noch zu Beginn des 18. Jahrhunderts gab es dort eine Sägemühle, die auf einer Karte aus dem Jahre 1739 als Hanneckenmühle bezeichnet wird. Diese Sägemühle wurde von den Landmanngemeinden genutzt, die hier seit dem Mittelalter Vorrechte bei der Waldnutzung in der Grafschaft Wernigerode besaßen. Die Mühle wurde deshalb auch als Landmann-Sägemühle bezeichnet. Sie wurde 1714 durch den gräflichen Forstmeister Schubart neu errichtet. Nachdem die Mühle eingegangen war, entstand in deren Nähe 1937 ein staatliches Forsthaus. Seit Beginn des 21. Jahrhunderts wird der Gebäudekomplex nicht mehr als Forsthaus genutzt und stand jahrelang leer. 
Über Hannekenbruch führt einer der Aufstiege zum Brocken, der bereits seit dem 18. Jahrhundert benutzt worden ist.
Unterhalb des Forsthauses Hannekenbruch befinden sich die Steinerne Renne und die Kleine Renne an der Holtemme. Diese teilt sich hier in die Große und die Kleine Holtemme.
Koordinaten: 51° 48′ 15″ N, 10° 41′ 40″ O